# Yamamoto Tatewaki
Yamamoto Tatewaki est un nom japonais traditionnel ; le nom de famille (ou le nom d'école), Yamamoto, précède donc le prénom (ou le nom d'artiste).
Yamamoto Tatewaki (山本帯刀, 13 avril 1845-24 octobre 1868) était un samouraï de la fin de la période Edo, qui a servi le clan Makino de Nagaoka. Également connu par son nom officiel, Yoshimichi (義路). Yamamoto fut l'un des commandants supérieurs des forces de Nagaoka pendant la guerre de Boshin. Il a continué à combattre après la chute de Nagaoka et a été tué au combat à Aizu en automne 1868.
L'amiral Isoroku Yamamoto a été adopté par les parents de Yamamoto, afin de perpétuer la lignée familiale.